# زنبقی
زنبقی یک اصطلاح رنگی گُنگ است که معمولاً به سایه‌هایی از بنفش آبی تا بنفش اشاره دارد.
این نام از گل زنبق گرفته شده‌است که در طیف گسترده‌ای از رنگ‌ها وجود دارد.
نخستین استفاده ثبت‌شده از زنبقی به عنوان نام یک رنگ به زبان انگلیسی در سال ۱۹۱۶ بود.